# 国之常立神

「天地開闢」における神々（古事記による）

国之常立神（クニノトコタチ）は、日本神話に登場する神。『日本書紀』においては初めての神とされ、一部神道・新宗教で重要視されている。

## 概要
『古事記』では国之常立神、『日本書紀』では国常立尊と表記される。別名を国底立尊（クニノソコタチ）ともいう。
『古事記』において神世七代の最初の神とされ、別天津神の最後の天之常立神（あめのとこたちのかみ）の次に現れた神で、独神であり、姿を現さなかったと記される。『日本書紀』本文では天地開闢の際に出現した最初の神としており、「純男（陽気のみを受けて生まれた神で、全く陰気を受けない純粋な男性）」の神であると記している。他の一書においても、最初か2番目に現れた神となっている。『記紀』ともに、それ以降の具体的な説話はない。
神名の「国之常立」は、「国」を「国土」、「常」を「永久」と解し、名義は「国土が永久に立ち続けること」とする説や、日本の国土の床（とこ、土台、大地）の出現を表すとする説など諸説ある。
伊勢神道では天之御中主神、豊受大神とともに根源神とし、その影響を受けている吉田神道では、国之常立神を天之御中主神と同一神とし、大元尊神（宇宙の根源の神）に位置附けた。その流れを汲む教派神道諸派でも国之常立神を重要な神としている。

## 新宗教と国之常立神
国之常立神を重要視し、明治後半以降の日本の歴史に大きな影響を与えたのが新宗教大本である。
1892年（明治25年）2月3日、京都府綾部在住の無名の老婆出口直（なお）は「艮の金神」と恐れられる祟り神の神懸かり現象を起こした。古神道や伯家神道の知識を持つ出口王仁三郎は、直に懸かった神を審神し「国之常立神（国常立尊）」と判断。大地を修理固成し国祖であった国常立尊は厳格な統治を行ったがゆえに、それに不満を持った神々により鬼門の方角に追放された。しかし、時ここに到り復活を宣言した国常立尊が、世の建て替え立て直しのためにこの世で力を顕現するという終末論を主張した。直と王仁三郎の教団大本は大正から昭和初期にかけ教勢を拡大し、宮中関係者や陸海軍将校が多数参加する一大宗教勢力となった。
内務省を中心とする政府は大本に警戒感を強め、1921年（大正10年）1月10日と1935年（昭和10年）12月8日に宗教弾圧を行った（大本事件）。特に二度目の第二次大本事件では治安維持法違反と不敬罪により徹底的な弾圧を加え、大本は壊滅した。
大本事件の背景には、出口王仁三郎と大本が持つ政治的影響力に政府が警戒感や恐怖感を抱いたことに加え、国家神道と新宗教の間に宗教観・神話体系の相違があったことが指摘される。
大本の再建は戦後を待たなければならなかった。更には大本の教理を引き継ぐ新宗教が戦前、戦後に生まれた。

## 祀る神社
神仏分離により、各地の妙見社は祭神を天之御中主神と改めたが、一部には、国之常立神を祭神に改めた社もあった。国土形成の根源神、国土の守護神として信仰され、以下の諸社で祭られている。
- 加波山神社（茨城県石岡市）
- 御岩神社（茨城県日立市）
- 高椅神社（栃木県小山市）
- 聖神社（埼玉県秩父市）
- 十二所神社（埼玉県川口市南鳩ヶ谷）
- 蘇羽鷹神社（千葉県松戸市）
- 明治神社（千葉県松戸市）
- 大宮神社（千葉県千葉市若葉区）
- 日枝神社（東京都千代田区）
- 大鳥神社（東京都目黒区）
- 二宮神社（東京都あきる野市）
- 長尾神社（神奈川県川崎市多摩区）
- 御嶽神社（長野県木曽郡王滝村）
- 高岡関野神社（富山県高岡市）
- 諸大明神社（愛知県春日井市松本町）
- 山津照神社（滋賀県米原市）
- 城南宮（京都府京都市伏見区）
- 西代神社（大阪府河内長野市）
- 国常立神社（奈良県橿原市、天香久山山頂）
- 玉置神社（奈良県吉野郡十津川村）
- 熊野速玉大社（和歌山県新宮市）の相殿
- 上井神社（鳥取県倉吉市）
- 若桜神社（鳥取県八頭郡若桜町）
- 犬山神社（鳥取県鳥取市用瀬町）
- 小村神社（高知県高岡郡日高村）